# 社会主义联盟 (英国)
社会主义联盟是1884年末在英国建立的革命社会主义组织。亨利·迈尔斯·海德门创建的社会民主联盟中的重要成员，如威廉·莫里斯、爱琳娜·马克思和贝尔福特·巴克斯对海德门不满，最终与其决裂，建立了这一组织。
该组织创始人接受过弗里德里希·恩格斯的指导，但并无明确宗旨，内部也存在思想分歧。1890年代，转变为无政府主义组织。1901年，解散。